# Thylactus uniformis
Thylactus uniformis är en skalbaggsart som beskrevs av Maurice Pic 1934. Thylactus uniformis ingår i släktet Thylactus och familjen långhorningar. Inga underarter finns listade i Catalogue of Life.